# Iranschahr (Verwaltungsbezirk)
Iranschahr (persisch شهرستان ایرانشهر) ist ein Schahrestan in der Provinz Sistan und Belutschistan im Iran. Er enthält die Stadt Irānschahr, welche die Hauptstadt des Verwaltungsbezirks ist.

## Demografie
Bei der Volkszählung 2016 betrug die Einwohnerzahl des Schahrestan 254.314. Die Alphabetisierung lag bei 80 Prozent der Bevölkerung. Knapp 56 Prozent der Bevölkerung lebten in urbanen Regionen.
| Zensusjahr | Einwohnerzahl |
| ---------- | ------------- |
| 2011       | 219.796       |
| 2016       | 254.314       |